# 丁功壯
丁功壮（越南语：／，1842年—1887年），是越南在法国殖民时期的一位独立运动家。
丁功壮出生在河內省里仁府青廉县（今屬河南省）。后来在法国侵略北圻的时候，他参加了军队，成为黄继炎麾下的一名军官，曾参加1883年的纸桥之战。
1886年，丁功壮得知尊室说和咸宜帝发动勤王运动的消息后，与范澎一起在清化省峨山县发起巴亭起义，反对法国殖民统治。巴亭起义军曾给法国以沉重打击。但在1887年失败，他与范澎一起被处死。
今天河内市的巴亭广场就是为了纪念巴亭起义而命名的。